# Zettle
Zettle by Paypal, anciennement iZettle, est une société luxembourgeoise spécialiste de technologie financière initialement fondée à Stockholm par Jacob de Geer et Magnus Nilsson en avril 2010.
Cette société qui propose une gamme de produits financiers, notamment des paiements et de points de vente, a été la première à développer un lecteur de carte à puce et une application pour le commerce mobile sur smartphone répondant ainsi aux exigences de sécurité internationale.
Selon le site de l'entreprise, ses produits et services sont actuellement[Quand ?] disponibles dans de nombreux pays européens, au Mexique et au Brésil.

## Historique

Ancien logo d'iZettle.

La société Zettle était une start-up suédoise créée en 2010 qui propose un service mobile d’encaissement, dont la principale activité s'appuie sur la distribution d'un terminal de paiement électronique gratuit pour cartes bancaires à puce, connectable à un smartphone ou une tablette électronique.
La société Paypal Holdings a annoncé en mai 2018 l’acquisition de cette société suédoise pour 2,2 milliards de dollars, la plus importante transaction jamais réalisée par ce groupe américain de service de paiement en ligne, basée à Palo Alto, en Californie.

## Clientèle

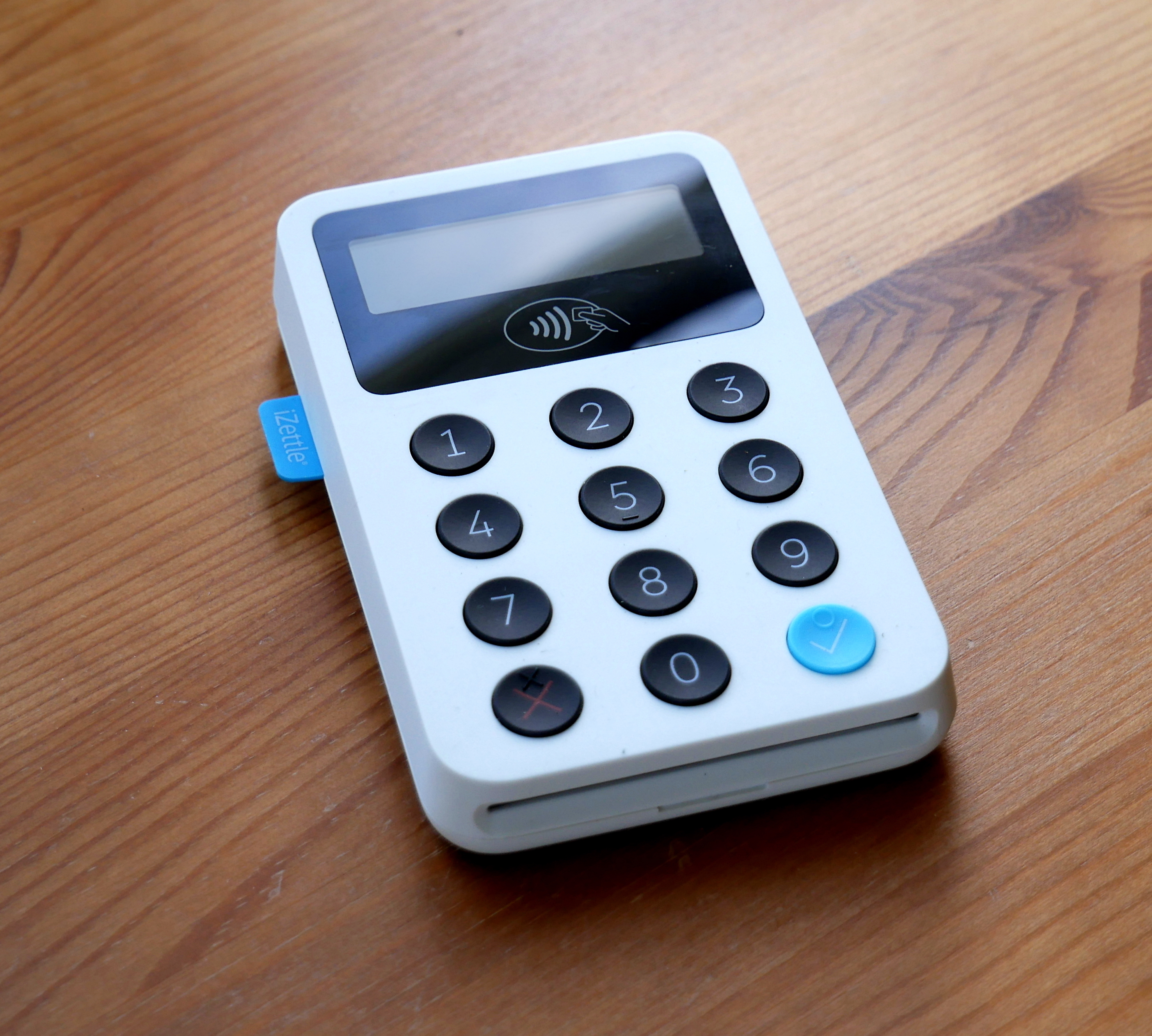
Lecteur de carte Zettle.

Bien qu'elle soit concurrencée par d'autres entreprises dans un marché en pleine expansion (SumUp, Smile & Pay), la société Zettle s'adresse principalement aux commerçants, artisans et aux entrepreneurs qui hésitent à s’engager dans la location ou l’achat d’un terminal de paiement en raison de leur coût et de la procédure.
Cette société propose donc à ces professions un petit lecteur de carte bancaire, considéré comme simple d'utilisation avec une tarification spécifique. Selon un site spécialisé qui publie une comparaison des offres entre cette société et sa principale concurrente, l'inscription peut s'effectuer en ligne de façon très rapide.
Selon un site s'adressant aux entrepreneurs, l'avantage de ce type de terminal serait la mobilité et ce type de produits serait susceptible d'intéresser de nombreuses professions mobiles comme les travailleurs saisonniers et les indépendants itinérants, mais aussi les chauffeurs de taxis, les conducteurs de VTC, les infirmier(e)s et de nombreuses professions libérales.

## Polémique
Selon le site d'un journal d'information en ligne s'adressant aux français expatriés, la monnaie fiduciaire (dénommée « cash » dans l'article) devrait subir une « disparition programmée » en Suède. Dans ce pays nordique, les règlements s'effectuent de plus en plus avec le paiement en ligne ou la carte bleue dont la société Zettle, elle-même suédoise, est la promotrice auprès des petits détaillants. 
Selon le site, certains commerçants et artisans de ce pays refusent même d'être payés avec des billets de banque. De nombreuses personnes s'opposent à ce déclin de l'utilisation des espèces, soit un tiers des Suédois concernés selon une étude de la Banque royale de Suède sur un échantillon de 2 000 personnes âgées de seize à quatre-vingt-cinq ans, les personnes les plus opposées semblant être les personnes âgées.

## Campagne de publicité
Afin de donner à son appareil l'image d'une innovation au service du citoyen, la marque s'est lancée dans une campagne publicitaire où ce petit terminal serait utile à la survie du commerce local, notamment en promouvant l’innovation dans des villages isolés mais aussi, via cette campagne qui s'inspire de la série britannique Black Mirror, elle modifie le thème de celle-ci, très critique à l'égard des nouvelles technologies, et tente de donner une image plus bienveillante de son produit.